# TAS2R42
TAS2R42 (англ. Taste receptor type 2 member 42) – білок, який кодується однойменним геном, розташованим у людей на короткому плечі 12-ї хромосоми. Довжина поліпептидного ланцюга білка становить 314 амінокислот, а молекулярна маса — 36 195.
| 10         |  | 20         |  | 30         |  | 40         |  | 50         |
| ---------- |  | ---------- |  | ---------- |  | ---------- |  | ---------- |
| MATELDKIFL |  | ILAIAEFIIS |  | MLGNVFIGLV |  | NCSEGIKNQK |  | VFSADFILTC |
| LAISTIGQLL |  | VILFDSFLVG |  | LASHLYTTYR |  | LGKTVIMLWH |  | MTNHLTTWLA |
| TCLSIFYFFK |  | IAHFPHSLFL |  | WLRWRMNGMI |  | VMLLILSLFL |  | LIFDSLVLEI |
| FIDISLNIID |  | KSNLTLYLDE |  | SKTLYDKLSI |  | LKTLLSLTSF |  | IPFSLFLTSL |
| LFLFLSLVRH |  | TRNLKLSSLG |  | SRDSSTEAHR |  | RAMKMVMSFL |  | FLFIVHFFSL |
| QVANGIFFML |  | WNNKYIKFVM |  | LALNAFPSCH |  | SFILILGNSK |  | LRQTAVRLLW |
| HLRNYTKTPN |  | ALPL       |  |            |  |            |  |            |

A: Аланін

C: Цистеїн

D: Аспарагінова кислота

E: Глутамінова кислота

F: Фенілаланін

G: Гліцин

H: Гістидин

I: Ізолейцин

K: Лізин

L: Лейцин

M: Метіонін

N: Аспарагін

P: Пролін

Q: Глутамін

R: Аргінін

S: Серин

T: Треонін

V: Валін

W: Триптофан

Кодований геном білок за функціями належить до рецепторів, g-білокспряжених рецепторів, білків внутрішньоклітинного сигналінгу. 
Локалізований у мембрані.